# K Beerschot VAC
El Koninklijke Beerschot Voetbal en Atletiek Club, conocido simplemente como Beerschot, fue un equipo de fútbol belga que llegó a jugar y ganar la Primera División de Bélgica, la liga de fútbol más importante del país.

## Historia
Se fundó en 1899 en Amberes con el nombre Beerschot AC. Fue el primer equipo de fútbol de la ciudad. Fue campeón de Primera División en 7 ocasiones y ganó 2 títulos de Copa en 3 finales jugadas.
A nivel internacional participó en 4 torneos continentales. Su mejor participación fue en la Recopa de Europa de Fútbol de 1971/72, en la que fue eliminado en la Segunda ronda por el Dinamo Berlín de la República Democrática Alemana.
En 1999 el equipo tuvo problemas financieros que acarreaba desde tiempo atrás. Se vio obligado abandonar la Liga y a desaparecer. Posteriormente se fusionó con el K.F.C. Germinal Ekeren para crear al Germinal Beerschot y se mudaron al sur de la ciudad de Amberes.

## Nombres utilizados
- 1900 : Beerschot Athletic Club (Beerschot AC)
- 1925 : Royal Beerschot Athletic Club (R. Beerschot AC)
- 1968 : Koninklijke Beerschot Voetbal en Atletiek Vereniging (K. Beerschot VAV)
- 1991 : Beerschot Voetbal en Atletiek Club (Beerschot VAC)
- 1995 : Koninklijke Beerschot Voetbal en Athletiek Club (K. Beerschot VAC)

## Entrenadores
| - 1913-1914: Bingley - 1914-1918: Janssens - 1918-1920: Valence - 1920-1923: Delausnay - 1923-1929: Dick - 1929-1931: Pelsmaecker - 1931-1936: Roberts - 1936-1942: Wesely - 1942-1946: Janssens - 1946-1947: Copping - 1947-1952: Stijnen - 1952-1953: Gommers - 1953-1955: Jones - 1955-1957: Berkessy - 1957-1958: Ratinckx - De Vos - 1958-1960: De Vos - 1960-1961: Sárosi - 1961-1962: D'Hollander - 1962-1966: Béres - 1966-1967: Van Boxelaer - 1967-1969: Van Beneden - 1969-1970: Vliers | - 1970-1972: Béres - 1972-1974: Geeraerts - 1974-1975: Nollet - Coppens - 1975-1978: Coppens - 1978-1979: Geeraerts - Knobel - 1979-1980: Novak - 1980-1981: Knobel - Nollet - 1981-1982: Nollet - 1982-1984: Coppens - 1984-1985: Nasdalla - Koudijzer - 1985-1986: Koudijzer - 1986-1987: Davidovic - 1987-1988: Smolders - 1988-1989: Hughes - 1989-1990: Heylens - 1990-1991: Koudijzer - 1991-1992: Kuusela - Mallants - 1992-1995: Desaeyere - 1995-1996: Peeters - 1996-1997: Storme - 1997-1998: Hulshoff - Noë - 1998-1999: Noë |

## Palmarés
- Primera División de Bélgica: 7

1921-22, 1923–24, 1924–25, 1925–26, 1927–28, 1937–38, 1938–39
- - Subcampeón: 7

1900-01, 1922–23, 1926–27, 1928–29, 1936–37, 1941–42, 1942–43
- Segunda División de Bélgica: 1

1906-07
- - Subcampeón: 3

1981-82, 1992–93, 1994–95
- Ronda final de la Segunda División de Bélgica: 1

1982
- Copa de Bélgica: 2

1970-71, 1978–79
- - Finalista: 1

1967-68

## Participación en competiciones de la UEFA
- Copa UEFA: 2 apariciones

1969 - Primera ronda
1974 - Primera ronda
- Recopa de Europa de Fútbol: 2 apariciones

1972 - Segunda ronda
1980 - Primera ronda

### Récord Europeo
| Temporada | Torneo                | Ronda | Club            | Casa | Visita | Global |
| --------- | --------------------- | ----- | --------------- | ---- | ------ | ------ |
| 1968/69   | Copa UEFA             | 1     | DWS Amsterdam   | 1-1  | 2-1    | 2-3    |
| 1971/72   | UEFA Cup Winners' Cup | 1     | Anorthosis      | 7-0  | 0-1    | 8-0    |
| 1971/72   | UEFA Cup Winners' Cup | 2     | Dinamo Berlín   | 1-3  | 3-1    | 2-6    |
| 1973/74   | Copa UEFA             | 1     | Vitória Setúbal | 0-2  | 2-0    | 0-4    |
| 1979/80   | UEFA Cup Winners' Cup | 1     | NK Rijeka       | 0-0  | 2-1    | 1-2    |